# 돌아오라 소렌토로

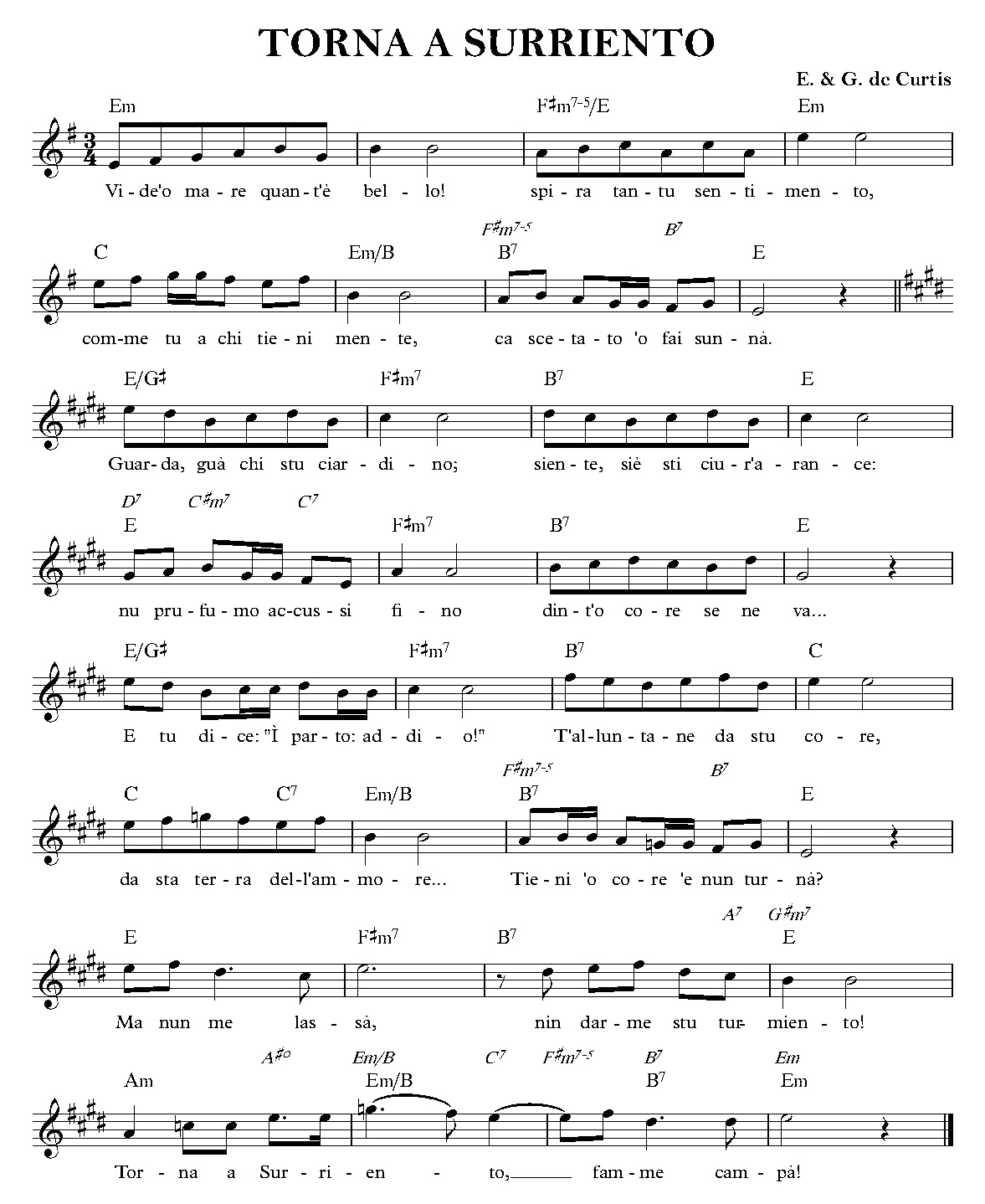

〈돌아오라 소렌토로〉(Torna a Surriento)는 이탈리아 음악가 에르네스토 데 커티스가 작곡, 시인이자 화가인 그 형제 지암바티스타 데 커티스가 작사한 나폴리의 노래다. 1905년 공식적으로 저작권 등록되었다. 그 이후로 〈오솔레미오〉, 〈푸니쿨리, 푸니쿨라〉, 〈산타루치아〉와 더불어 고전 장르에서 가장 유명한 노래 가운데 하나가 되었다.
〈돌아오라 소렌토로〉는 프랭크 시나트라, 베니아미노 질리, 엘비스 프레슬리, 딘 마틴, 제리 베일, 엔리코 카루소, 호세 카레라스, 플라시도 도밍고, 루치아노 파바로티, 루제로 라이몬디, 미트 로프, 마리오 란자, 프랑코 코렐리, 로버티노 로레티, 주세페 디 스테파노, 무슬림 마고마예브, 프란세스코 알바네세, 제리 아드리아니, 호베르투 카를루스, 알피 보, 애나 칼비, 카렐 고트, 노튼 버팔로, 조지 카후모쿠 2세, 세르지오 프랜치, 빌리 코널리에 이르는 다양한 공연자들이 불렀다.
클로드 에이블링이 〈Come Back to Sorrento〉 제하에 영어 가사로 번역했다. 독 포머스와 모트 셔먼이 재편곡 및 재작사한 것이 엘비스 프레슬리의 노래 〈Surrender〉이다.